# Emilia Beatriz
Emilia Beatriz (* 1988 in Puerto-Rico) ist eine puerto-ricanische Person, die Kunst und Filme produziert.

## Leben
Beatriz hat ihre Wurzeln in Puerto Rico und lebt in der Diaspora in Glasgow.
Beatriz hat Vorlesungen an der Glasgow School of Art, der Newcastle University, am Edinburgh College of Art, an der Zürcher Hochschule der Künste sowie an der University of Washington gehalten und war Mitglied des Komitees der Transmission Gallery in Glasgow.
Zudem arbeitet Beatriz in längeren, sozialen und forschungsbasierten Projekten zur generationsübergreifenden Kommunikation, Trauerarbeit und zum ökologischen Widerstand im Kontext von Toxizität, militärischer Besetzung und dem Klimawandel.
Diese Projekte sind mit Erfahrungen von Beatriz nach dem Hurrikan Maria verbunden, einem tropischen Wirbelsturm der 2017 Puerto Rico heimsuchte. Der Austausch mit Angehörigen und von der Naturkatastrophe Betroffenen hat viele der eigenen Annahmen über Verlust, Land, Transformation, Leben und Tod in Frage gestellt.
Emilia Beatriz arbeitet im Bereich der Barrierefreiheit und setzt sich dafür ein, dass Kunst und andere Themen auch für Menschen mit Beeinträchtigungen zugänglich sind. Collective Text, eine Organisation, die sich für die Zugänglichkeit von Kunst und Film durch kreative Untertitelung und Audiodeskription einsetzt, wurde von Emilia Beatriz mitbegründet.
Beatriz äußert sich dazu so:

“Accessibility is important on many levels. Making work that can be read by people like me and also people not like me. Accessibility can also be about making a screening free, or distributing the work online, so people can watch it from bed, or across the world.”

„Barrierefreiheit ist auf vielen Ebenen wichtig. Arbeiten schaffen, die von Leuten wie mir und auch von Leuten, die nicht wie ich sind, gelesen werden können. Bei der Barrierefreiheit kann es auch darum gehen, eine Vorführung kostenlos anzubieten oder das Werk online zu verbreiten, sodass Menschen es vom Bett aus oder auf der ganzen Welt ansehen können.“

## Werk
Das Werk von Beatriz basiert auf Gesprächen, mündlichen Überlieferungen und gemeinschaftlichen Archiven und verwebt historische und spekulative Erzählungen. Beatriz arbeitet interdisziplinär und verwendet Film, Fotografie, Text, Sound und Performance.
- 2014: P-O-S-S-E-S-S-I-O-N (<3), 19-minütige Videoinstallation[1]
- 2019: conversación con ana elisa, 54-minütige Videoinstallation[1][9]

### a forecast, a haunting, a crossing, a visitation(2019)
Die 54-minütige Dreikanal-Videoinstallation konzentriert sich hauptsächlich auf Schottland und Cape Wrath, wo eine Reihe von Charakteren, Uranio (Uran), Agüita (ein liebevoller Name für Wasser) und Vientazo (ein Windstoß), einander Briefe schreiben. Die Briefe appellieren an das Wasser, den Wind und das giftige Land, spekulieren über den Umgang mit körperlichen Krisen, Gesundheit und Trauer und sprechen vom Gefühl der Trauer über den Verlust der Umwelt. Der Film enthält Bilder aus dem Archivo Histórico de Vieques, Videoaufnahmen von Protesten, die vom Filmemacher Andrés Nieves aufgezeichnet wurden, sowie Plakate und Aufkleber von Solidaritätsaktionen in Vieques, die im Durness Ranger Information Centre gefilmt wurden. Der Film basiert auf diesen Verbindungen und auf mündlichen Überlieferungen von Menschen aus Durness und Cape Wrath, die Emilia Beatriz im Oktober 2018 besuchte. Der Film enthält eine mündliche Überlieferung des Fischers, Kleinbauern und Minibusbetreibers James Mather und bindet Geschichten über Heilung durch Torf und Moos ein. Das Werk erzählt auch von der Kolonialgeschichte Schottlands – der Bewegung von Schiffen und Vorräten über den Atlantik und der fünftägigen Besetzung von Crabb Island durch ein schottisches Schiff im Jahr 1698 als Teil des gescheiterten Versuchs Schottlands, im karibischen Golf von Darién eine Kolonie zu gründen.

### a crossing (1698–2003)(2022)
Die 10-minütige Videoinstallation erzählt eine aus spekulativen Visionen und historischen Berichten gewobene Geschichte, von der Gegenwart bis zurück ins Jahr 1698 und von Schottlands Versuch, den karibischen Golf von Darién und Crabb Island zu kolonisieren. Die Texterzählung wird mit Bildern, Tönen und Handlungssträngen kombiniert, die von neueren Erzählungen aus Vieques sowie von der Nordwestküste Schottlands am und in der Nähe von Cape Wrath zeugen, an denen militärische Besetzungen und lokaler Widerstand dagegen stattfanden. Der Film ist Teil einer größeren Werkgruppe, die sich mit verschiedenen Formen der Trauerarbeit befasst.

### barrunto(2024)
Bei diesem 70-minütigen Experimentalfilm handelt sich um eine spekulative, poetische Geschichte, die von Theorien der Quantenverschränkung inspiriert wurde und in der Trauer und Widerstand an verschiedenen Orten zwischen Schottland und Puerto Rico, vom Grund des Ozeans bis zum Weltall erkundet werden. Das Wort barrunto bezeichnet in Puerto Rico einen Zustand körperlicher Unruhe, eine Prophezeiung oder ein Omen, die durch Signale aus der Umwelt erspürt wird, wie etwa, wenn sich Regen durch Gliederschmerzen ankündigt oder Ameisen vor einem Erdbeben auftauchen.
Emilia Beatriz erklärte beim Glasgow Film Festival 2020 dieses Phänomen:

“I was paying attention to (the hawthorn berries) this year and the hawthorn berries were everywhere. And someone said, that means it’s going to be a long winter, because the trees produce extra berries to support the birds during the winter. So this huge flowering of the red berry gives you a sense of what’s to come, which is also a sense of what’s happened.”

„Ich habe (den Weißdornbeeren) dieses Jahr Aufmerksamkeit geschenkt und die Weißdornbeeren waren überall. Und jemand sagte, das bedeutet, dass es ein langer Winter wird, weil die Bäume zusätzliche Beeren produzieren, um die Vögel im Winter zu unterstützen. Diese riesige Blüte der roten Beere gibt einem also einen Eindruck davon, was noch kommen wird, und es ist auch ein Eindruck davon, was passiert ist.“

Die Autorin Daniella Valz Gen fasst den Inhalt des Films so zusammen:

“In the beauty of the film’s sensitive textures and the variety of registers it elicits between analogue and camera phone footage, barrunto unfolds like a lucid dream, a space of expanded consciousness where the land vibrates to expose the viewer to a series of connections amongst resistance movements and protests –from bomba on the streets of Puerto Rico to traditional Scottish song.Through a juxtaposition of sound and image –sea and sky, masses of people in the streets synchronising their voices or cacerolas in protest, and moments alone in bed watching events unfold in the street via a mobile phone screen, our own unmoored gaze searches for meaning in between time zones, languages and landscapes. We partake in the loneliness of witnessing the vastness of destruction from a sense of displacement.”

„In der Schönheit der sensiblen Texturen des Films und der Vielfalt der Register, die er zwischen analogem und Kamera-Handy-Material hervorruft, entfaltet sich Barrunto wie ein klarer Traum, ein Raum erweiterten Bewusstseins, in dem das Land vibriert, um den Betrachtenden einer Reihe von Zusammenhängen zwischen Widerstandsbewegungen und Protesten auszusetzen – von Bomba auf den Straßen von Puerto Rico bis hin zu traditionellen schottischen Liedern. Durch eine Gegenüberstellung von Ton und Bild – Meer und Himmel, synchronisieren Menschenmassen auf den Straßen ihre Stimmen oder Cacerolas aus Protest und Momenten allein im Bett, in denen wir über den Bildschirm eines Mobiltelefons das Geschehen auf der Straße beobachten, sucht unser eigener, unverankerter Blick nach Sinn zwischen Zeitzonen, Sprachen und Landschaften. Wir nehmen an der Einsamkeit teil, wenn wir das Ausmaß der Zerstörung aus einem Gefühl der Vertreibung miterleben.“

Eines der Merkmale des Films ist die Allgegenwart von Über- und Untertiteln, die zwischen Spanisch und Englisch übersetzen, zwischen verschiedenen spanischen Dialekten unterscheiden und verbale Beschreibungen von Geräuschen liefern. Diese Titel zeigen, dass sie mehr sind als die typischen Bildunterschriften für Hörgeschädigte.

## Ausstellungen und Veranstaltungen
- 2019: Einzelausstellung declarations on soil and honey, CCA Glasgow[3][4][6][11][21][A 1]
- 2022: In Dispersion / En la Dispersión, VisArts, Rockville (Maryland)[2][3][22][A 2]
- 2024: Paris 2024 programme, Paris[23]
- 2024: Teilnahme am Programm der Episode 11[24]

## Auszeichnungen
- 2020/21: Margaret Tait Award, Schottlands renommiertester Filmpreis für Kunstschaffende beim Glasgow Film Festival[6][10][25][26][A 3]
- 2024: Weltpremiere des Films barrunto beim Forum Expanded der Internationalen Filmfestspiele Berlin 2024[1][27]
- 2024: Offizielle Auswahl des Films barrunto beim Berwick Film and Media Arts Festival in Berwick-upon-Tweed[3]
- 2024: Nominierung des Films barrunto für den New Alchemist Award beim Festival du nouveau cinéma de Montréal[28][29]
- 2024: Aufnahme des Films barrunto in das Programm des BlackStar Film Festivals in Philadelphia[30]
- 2024: Offizielle Auswahl des Films barrunto beim Third Horizon Film Festival in Miami[4][31][32]
- 2024: Artist in Residence in der Villa Arson[4]

## Rezeption
Bei der Preisverleihung des Margaret Tait Awards unterstrich die Kuratorin Helen Nisbet die Bedeutung der Kunst von Beatriz:

“Emilia is the recipient because of their considered and exciting proposal and the generosity they make manifest in their work. Emilia’s authentic engagement with Scottish (and other) landscapes and ability to interweave complex human and non-human experience is astounding.”

„Emilia ist die Preisträgerin aufgrund ihres durchdachten und spannenden Vorschlags und der Großzügigkeit, die sie in ihrer Arbeit zum Ausdruck bringt. Emilias authentische Auseinandersetzung mit schottischen (und anderen) Landschaften und ihre Fähigkeit, komplexe menschliche und nichtmenschliche Erfahrungen zu verknüpfen, sind erstaunlich.“